# Cirsonella paradoxa
Cirsonella paradoxa là một ốc biển nhỏ, là động vật thân mềm chân bụng sống ở biển trong họ Skeneidae.